# Cesja żółtogrzbieta
Cesja żółtogrzbieta (Caesio xanthonota) – gatunek morskiej ryby okoniokształtnej z rodziny cesjowatych (Caesionidae).
Epitet gatunkowy żółtogrzbieta nawiązuje do jaskrawożółtego ubarwienia jej grzbietowej części ciała, łącznie z płetwą grzbietową i ogonową. Środkowa część boków jest niebieska, a spód ciała biały.
Występuje w przybrzeżnych wodach Indo-Pacyfiku – od Morza Czerwonego i wybrzeży Afryki Wschodniej po Indonezję. Jest związany ze środowiskiem raf koralowych, spotykana w głębokich lagunach. Dorasta do 40 cm długości całkowitej. Żywi się zooplanktonem. Pływa w dużych ławicach, do których czasem przyłączają się podobnie ubarwione cesje z gatunku Caesio teres. Cesja żółtogrzbieta jest aktywna w ciągu dnia, w nocy kryje się wśród raf.
Ryby z tego gatunku mają niewielkie lub umiarkowane znaczenie w rybołówstwie przybrzeżnym. Zazwyczaj są sprzedawane świeże.